# Teresa Mañé Miravet
Teresa Mañé Miravet (* 29. November 1865 in Cubelles, Katalonien; † 5. Februar 1939 in Perpignan) war eine spanische Pädagogin, Verlegerin, Autorin und Anarchistin. Sie war die Mutter von Federica Montseny, der ersten Ministerin Spaniens.

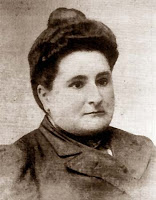
Teresa Mañé Miravet

## Leben
Mañé wuchs in einer gut situierten Familie in Katalonien auf. Sie absolvierte ein Lehramtsstudium.
In jungen Jahren war sie mit dem Centro Democrático Federalista (demokratisch-föderalistisches Zentrum) verbunden, mit dessen Unterstützung sie 1887 eine laizistische Schule in Vilanova i la Geltrú aufbaute. Später gründete sie eine weitere Schule in Reus. Sie war Mitglied der Confederación de Maestros Laicos de Cataluña (Konföderation der laizistischen Lehrer Kataloniens). Mañé vertrat ein ähnliches pädagogisches Konzept wie Francisco Ferrer Guardia mit der Escuela Moderna.
Unter dem Pseudonym „Soledad Gustavo“ schrieb Teresa Mañé für die Zeitung El Vendaval, die republikanisch-föderalistische Positionen vertrat. Sie war ebenfalls für die anarchistische Zeitung El Productor tätig, über die sie ihren späteren Ehemann Juan Montseny kennen lernte, der unter dem Pseudonym Federico Urales schrieb. Hier schloss sie außerdem Bekanntschaft mit weiteren wichtigen Autoren des spanischen Anarchismus wie Anselmo Lorenzo, Fernando Tarrida del Mármol oder Teresa Claramunt.
Nach einem Bombenanschlag auf die Fronleichnamsprozession in Barcelona am 7. Juni 1896, der den Anlass für eine Repressionswelle gegen die anarchistische Bewegung bot, mussten Juan Montseny und Teresa Mañé das Land verlassen. Sie lebten zunächst in London, wo Mañé als Stickerin arbeitete, kehrten aber bereits 1898 heimlich nach Spanien zurück, wo sie sich in Madrid niederließen. Hier gründeten sie die Zeitschrift La Revista Blanca, in der die philosophischen, künstlerischen und sozialen Facetten des spanischen Anarchismus und seines Umfeldes zum Ausdruck gebracht wurden. Die Zeitschrift erschien zunächst zwischen 1898 und 1905.
1905 brachte sie ihre Tochter Federica Montseny zur Welt. 1912 verließ Mañé mit ihrer Familie Madrid und zog nach Sardañola del Vallés in der Nähe von Barcelona.
Zwischen 1923 und 1936 verlegten Juan Montseny und Teresa Mañé erneut La Revista Blanca. Zahlreiche bedeutende Autoren der anarchistischen Bewegung schrieben für die Zeitung, darunter Federica Montseny, Diego Abad de Santillán und der libertäre Historiker Max Nettlau, der Mañé in Freundschaft verbunden war.
La Revista Blanca vertrat in erster Linie eine „reine“, individualistische und philosophische Interpretation des Anarchismus, die sich in ihrem Revolutionsverständnis auf die ländliche Kommune stützte. Sie positionierte sich oftmals kritisch gegenüber der libertären Gewerkschaftsföderation Confederación Nacional del Trabajo (CNT) und stand den Positionen der anarchistischen Föderation Federación Anarquista Ibérica (FAI) nahe.
Anfang 1939, nach der Niederlage der anarchistischen Bewegung im Spanischen Bürgerkrieg, floh Teresa Mañé nach Frankreich. Sie verstarb kurz darauf im Alter von 73 Jahren in Perpignan.